# Serbia ai Giochi olimpici
La Serbia ha partecipato per la prima volta ai Giochi olimpici nel 1912 e, dopo aver fatto parte della Repubblica Socialista Federale di Jugoslavia, della Repubblica Federale di Jugoslavia e della Repubblica di Serbia e Montenegro fino al 2004, vi ha partecipato nuovamente come nazione indipendente a partire da Pechino 2008.
All'edizione 1992 fece parte dei Partecipanti Olimpici Indipendenti, insieme al Montenegro.

## Medagliere

### Olimpiadi estive
| Giochi              | Oro | Argento | Bronzo | Totale |
| ------------------- | --- | ------- | ------ | ------ |
| 1912 Stoccolma      | 0   | 0       | 0      | 0      |
| 2008 Pechino        | 0   | 1       | 2      | 3      |
| 2012 Londra         | 1   | 1       | 2      | 4      |
| 2016 Rio de Janeiro | 2   | 4       | 2      | 8      |
| 2020 Tokyo          | 3   | 1       | 5      | 9      |
| 2024 Parigi         | 3   | 1       | 1      | 5      |
| Totale              | 9   | 8       | 12     | 29     |

## Medagliere per sport
Aggiornato alle Olimpiadi di Parigi
| Sport         | Oro | Argento | Bronzo | Totale |
| ------------- | --- | ------- | ------ | ------ |
| Taekwondo     | 2   | 2       | 1      | 5      |
| Pallanuoto    | 3   | 0       | 2      | 5      |
| Lotta         | 1   | 0       | 1      | 2      |
| Karate        | 1   | 0       | 0      | 1      |
| Tiro          | 1   | 2       | 2      | 5      |
| Pallacanestro | 0   | 1       | 2      | 3      |
| Pallavolo     | 0   | 1       | 1      | 2      |
| Canoa/kayak   | 0   | 1       | 0      | 1      |
| Nuoto         | 0   | 1       | 0      | 1      |
| Atletica      | 0   | 0       | 1      | 1      |
| Tennis        | 1   | 0       | 1      | 2      |
| Totale        | 9   | 8       | 12     | 29     |